# Барберио, Марк
Марк Барберио (англ. Mark Barberio; род. 23 марта 1990, Монреаль, Квебек) — канадский профессиональный хоккеист, защитник клуба КХЛ «Северсталь». На драфте 2008 года был выбран «Тампа-Бэй Лайтнинг» в 6-м раунде под общим 152-м номером.

## Карьера

### Юниорская
Провёл четыре сезона в главной юниорской хоккейной лиге Квебека (QMJHL) с «Кейп Бретон Скриминг Иглз» и «Монктон Уайлдкатс». Он был включён в сборную лучших новичков QMJHL в сезоне 2006/07, и был включён во вторую сборную всех звёзд QMJHL в сезоне 2009/10.
28 мая 2010 года подписал с Барберио трёхлетний контракт новичка с «Тампа-Бэй Лайтнинг».

### Профессиональная

#### «Тампа-Бэй Лайтнинг»
5 апреля 2012 года, во время своего сезона в профессиональном хоккее, Барберио был включён в первую сборную всех звёзд АХЛ. Через пять дней, 10 апреля, Барберио был объявлен лауреатом Эдди Шор Эворд, ежегодно присуждаемая лучшему защитнику АХЛ; он стал первым игроком «Норфолк Эдмиралс», получившим эту награду. За три игры до конца сезона Барберио лидировал среди защитников АХЛ с 47 передачами и 60 очками. Это почти вдвое больше, чем в предыдущем сезоне, в котором он набрал 31 очко. Позже Барберио и «Эдмиралс» установили рекордную серию из 28 побед, что стало самой длинной серией в истории профессионального хоккея в Северной Америке. Помимо рекордной серии, Барберио выиграл Кубок Колдера с «Норфолком» в финальной серии, продлившейся четыре матча, против «Торонто Марлис».

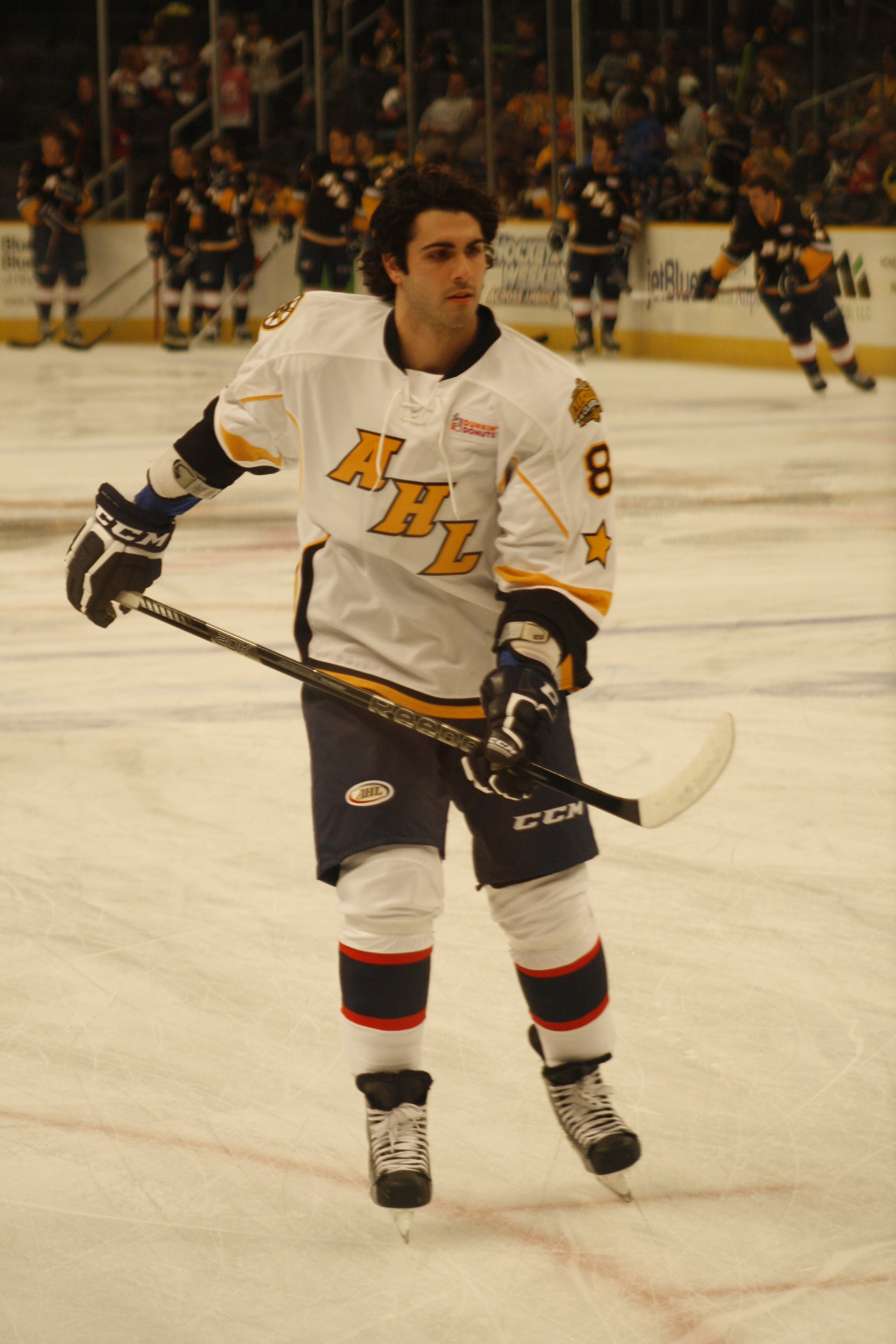
Барберио на матче всех звёзд АХЛ в 2013 году

В следующем сезоне «Лайтнинг» сменили свой фарм-клуб на «Сиракьюз Кранч». Барберио не удалось попасть в состав «Тампа-Бэй» после тренировочного лагеря, и впоследствии он был отправлен в «Сиракьюз» и начал там сезон 2012/13. 8 апреля 2013 года Барберио был отозван в основную команду, и на следующий день, 9 апреля, он дебютировал в НХЛ против «Оттава Сенаторз». До вызова Барберио сыграл в 70 играх АХЛ, забив восемь голов и набрав 40 очков с рейтингом плюс-минус +7; он лидировал среди всех защитников «Кранч» по голам, передачам и очкам. Барберио сыграл в двух играх НХЛ, установив 11 апреля рекорд сезона по игровому времени (16:47). После отправки обратно в АХЛ 14 апреля, Барберио и «Кранч» в конечном итоге вышли в финал Кубка Колдера, но потерпели поражение от «Гранд-Рапидс Гриффинс» (4-2 счёт в серии). Он закончил сезон с тремя голами и 15 очками во время плей-офф Кубка Колдера 2013 года, лидируя среди всех защитников по очкам в плей-офф.
В преддверии сезона 2013/14 Барберио в ночь открытия НХЛ (в эту ночь все команды лиги представляют свой состав на сезон) попал в заявку «Лайтнинг». В «Тампа-Бэй» защитник воссоединился с бывшим главным тренером «Сиракьюз», ставшим в том сезоне главным тренером «Лайтнинг», Джоном Купером. 19 января 2014 года Барберио забил свои первые два гола в НХЛ в матче «Тампы» против «Каролина Харрикейнз» (матч завершился со счётом 5-3 в пользу «Лайтнинг»), став вторым игроком в истории «Лайтнинг», забившим свои первые два гола в НХЛ в одной и той же игре. После этой игры стало известно, что Барберио пообещал себе двумя годами ранее, будучи игроком АХЛ, что он не будет стричь волосы, пока не попадёт в НХЛ и не забьёт свой первый гол. В конечном итоге он закончил регулярный сезон с пятью голами и пятью передачами (десять очков) в 49 матчах, сыгранных за «Лайтнинг», а также занял четвёртое место в НХЛ среди защитников-новичков с рейтингом плюс-минус +10. Барберио также дебютировал в плей-офф Кубка Стэнли против «Монреаль Канадиенс» в четвертьфинале Восточной конференции, сыграв в двух из четырёх играх серии (4-0 счёт в серии в пользу «Канадиенс»).
27 июня 2014 года «Лайтнинг» повторно подписали с Барберио однолетний односторонний контракт на сезон 2014/15. 2 апреля 2015 года Барберио сыграл в своей сотой игре в НХЛ в карьере против «Оттава Сенаторз» (матч завершился со счётом 2-1 ОТ в пользу «Сенаторз»). Марк закончил регулярный сезон с одним голом и шестью передачами, набрав семь очков в 52 сыгранных играх. Барберио сыграл одну игру в плей-офф Кубка Стэнли 2015 года, а «Лайтнинг» вышли в финал Кубка Стэнли.

#### «Монреаль Канадиенс»
1 июля 2015 года подписал однолетний двусторонний контракт с «Монреаль Канадиенс» на сезон 2015/16. После своего первого тренировочного сбора с «Канадиенс» Барберио был отправлен в фарм-клуб «Сент-Джонс Айскэпс». «Айскэпс» рассчитывали на него как на лучшего защитника, и он оправдал их доверие, набрав 20 очков в 26 играх, прежде чем 27 декабря 2015 года его отозвали назад в основную команду из-за серии травм в «Монреале». Барберио получил роль в третьей паре клуба и продолжил играть в НХЛ. До конца сезона защитник забил 2 гола и набрал 10 очков в 30 играх.
В межсезонье 14 июня 2016 года с Барберио был переподписан односторонний контракт уже на два года. Поскольку летом «Монреаль» добавил глубину синей линии, Барберио и начал сезон 2016/17 в «Айскэпс». Он продолжил свою результативную игру в АХЛ, набрав 18 очков в 20 играх и заработав вызов на Матч всех звёзд АХЛ, но второй сезон подряд не смог участвовать, так как был отозван в «Канадиенс». В 26 играх за «Монреаль» Барберио не смог повторить свой прошлогодний результат, сделав всего 4 передачи, после чего защитника отправили на драфт отказов, чтобы он вернулся в АХЛ.

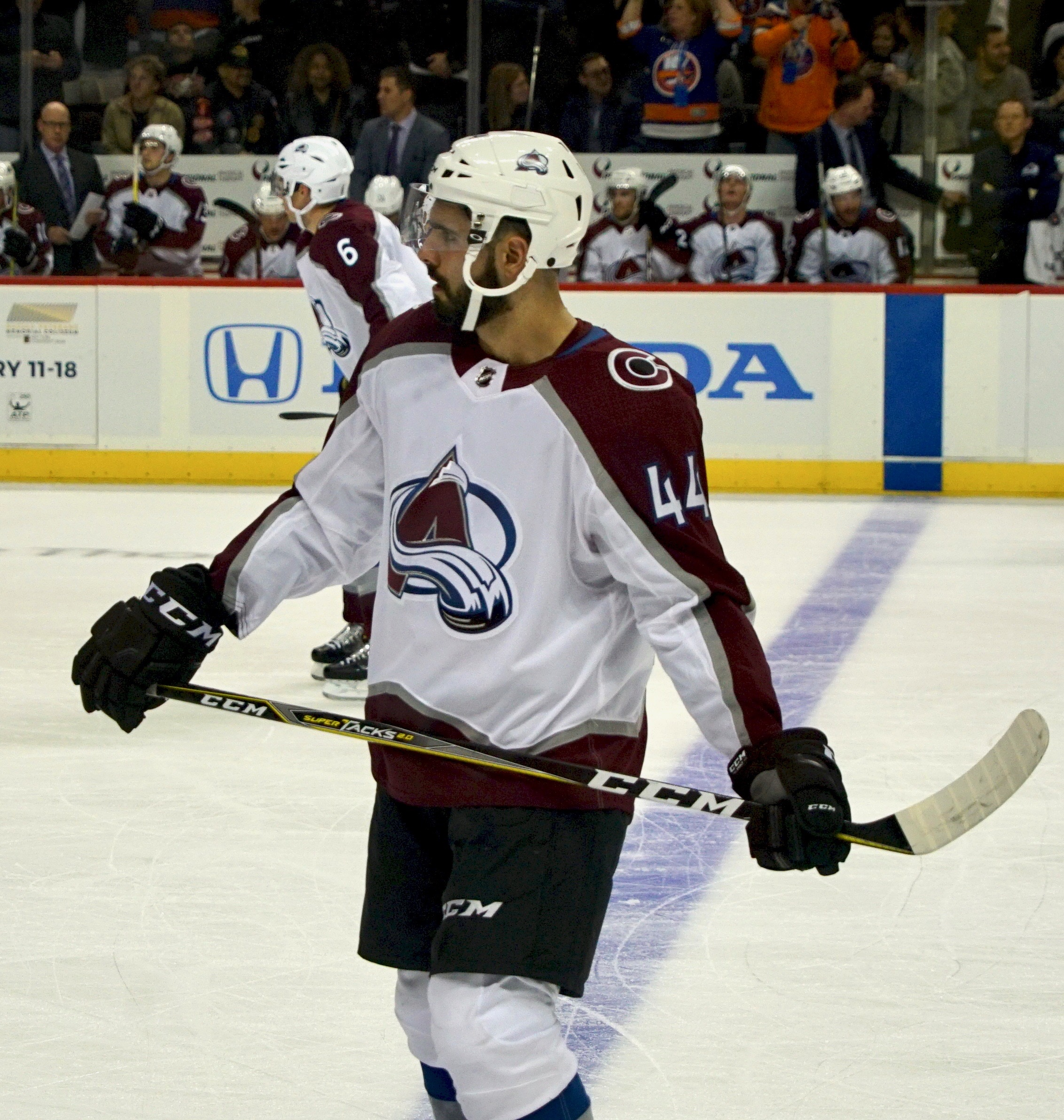
Барберио с «Колорадо» в 2017 году

#### «Колорадо Эвеланш»
2 февраля 2017 года срок пребывания Барберио в закончился, поскольку «Колорадо Эвеланш» забрали Марка с драфта отказов. Он дебютировал в составе «Эвеланш» 4 февраля 2017 года и сразу же помог прервать серию из 9 поражений в матче против «Виннипег Джетс» (матч завершился со счётом 5-2 в пользу «Колорадо»). 14 февраля 2017 года Барберио забил свой первый гол в сезоне и первый за «Эвеланш» в своей шестой игре за клуб в матче против «Нью-Джерси Девилз» (матч завершился со счётом 3-2 в пользу «Девилз»). Барберио быстро приспособился к «Колорадо», участвуя в каждой игре, чтобы закончить год с «Эвеланш», постоянно зарабатывая всё больше времени на льду, играя вместе с Эриком Джонсоном. Хотя Барберио не смог вывести «Колорадо» из нижней части турнирной таблице, он закончил сезон с 2 голами и 9 очками в 34 играх за «Эвеланш».
В свой первый полный сезон (2017/2018) за «Колорадо» Барберио начал год в качестве одного из основных защитников. Барберио медленно начал сезон и набрал всего 4 очка в 23 играх, прежде чем он не был выведен из состава и не пропустил матч против «Баффало Сэйбрз» 5 декабря 2017 года. Он вернулся и улучшил свою игру, прежде чем 25 января 2018 года получил травму во время утреннего катания при подготовке к игре против «Сент-Луис Блюз». Он не играл в течение 10 недель, пропустил 33 игры, выздоровел и принял участие в 81-й игре сезона против «Сан-Хосе Шаркс» 5 апреля 2018 года. Помогая «Эвеланш» отыграться в серии плей-офф, Барберио отыграл 170 смен команды и по итогам плей-офф (который завершился поражением от «Нэшвилл Предаторз» в первом раунде в 6 играх) стал третьим по количеству игрового времени.
15 мая 2018 года «Колорадо» повторно подписали с Барберио двухлетний контракт на 2,9 миллиона долларов. После подписания «Эвеланш» свободного агента Иэна Коула Барберио начал сезон 2018/2019 как игрок ротации. Выступая в роли седьмого защитника команды, Барберио провёл всего 8 матчей за первые два месяца сезона, прежде чем 30 ноября 2018 года получил травму верхней части тела и был помещён в резерв травмированных. Пропустив месяц, Барберио вернулся в игру и сыграл всего в 4 матчах с «Колорадо», прежде чем получил травму головы. Поскольку его сезон был омрачён травмами и непопаданиями в состав, после выздоровления защитник был отправлен в условную аренду фарм-клуба «Колорадо Иглз» 27 марта 2019 года. После пары игр с «Иглз» Барберио вернулся в состав «Эвеланш» и продолжил быть игроком ротации до конца регулярного сезона и плей-офф. Он закончил свой третий сезон в составе «Колорадо», забив всего 1 гол в 12 играх.

#### Европа
После заключения контракта с «Колорадо» Барберио в качестве свободного агента решил завершить свою карьеру в НХЛ и продолжить карьеру в Европе. 10 сентября 2020 года он подписал трёхлетний контракт со швейцарским клубом «Лозанна» из NL.
В разгар своего второго сезона (2021/22) за «Лозанну» Барберио в качестве капитана команды сделал 6 результативных передач в 14 играх, прежде чем был отдан в аренду на оставшуюся часть сезона в КХЛ, присоединившись к казанскому «Ак Барсу» 8 декабря 2021 года.
В августе 2022 года минское «Динамо» объявил о подписании контракта с хоккеистом сроком на один год.
В мае 2023 года «Северсталь» объявила о переходе Барберио.

## Международная карьера
В январе 2022 года был выбран для игры за сборную Канады на зимних Олимпийских играх 2022 года.

## Достижения

### Командные

#### АХЛ
| Год  | Команда          | Достижение    |
| ---- | ---------------- | ------------- |
| 2012 | Норфолк Эдмиралс | Кубок Колдера |

### Личные

#### QMJHL
| Год  | Команда           | Награда                                      |
| ---- | ----------------- | -------------------------------------------- |
| 2007 | Монктон Уайлдкатс | Попадание в сборную лучших новичков QMJHL    |
| 2010 | Монктон Уайлдкатс | Попадание во вторую сборную всех звёзд QMJHL |

#### АХЛ
| Год                      | Команда                           | Награда                                    |
| ------------------------ | --------------------------------- | ------------------------------------------ |
| 2012                     | Норфолк Эдмиралс                  | Попадание в первую сборную всех звёзд АХЛ  |
| 2013                     | Сиракьюз Кранч                    | Попадание во вторую сборную всех звёзд АХЛ |
| 2012                     | Норфолк Эдмиралс                  | Обладатель «Эдди Шор Эворд»                |
| 2012, 2013, 2016*, 2017* | Норфолк Эдмиралс, Сиракьюз Кранч, | Участник Матча всех звёзд АХЛ (2)          |

*- был вызван, но участие принять не смог